# 杯椎魚龍屬
杯椎魚龍屬是魚龍類的一個基群，生存於三疊紀中晚期，身形修長，體型因物種而異，但整體而言是中至大型的魚龍，最大的物種全長可能超過17公尺。化石發現於美國西部、德國南部、瑞士、義大利北部，以及斯匹茲卑爾根島。杯椎魚龍屬一度被認為屬於薩斯特魚龍科，晚近的研究則顯示其比薩斯特魚龍科更原始。

## 發現與化石

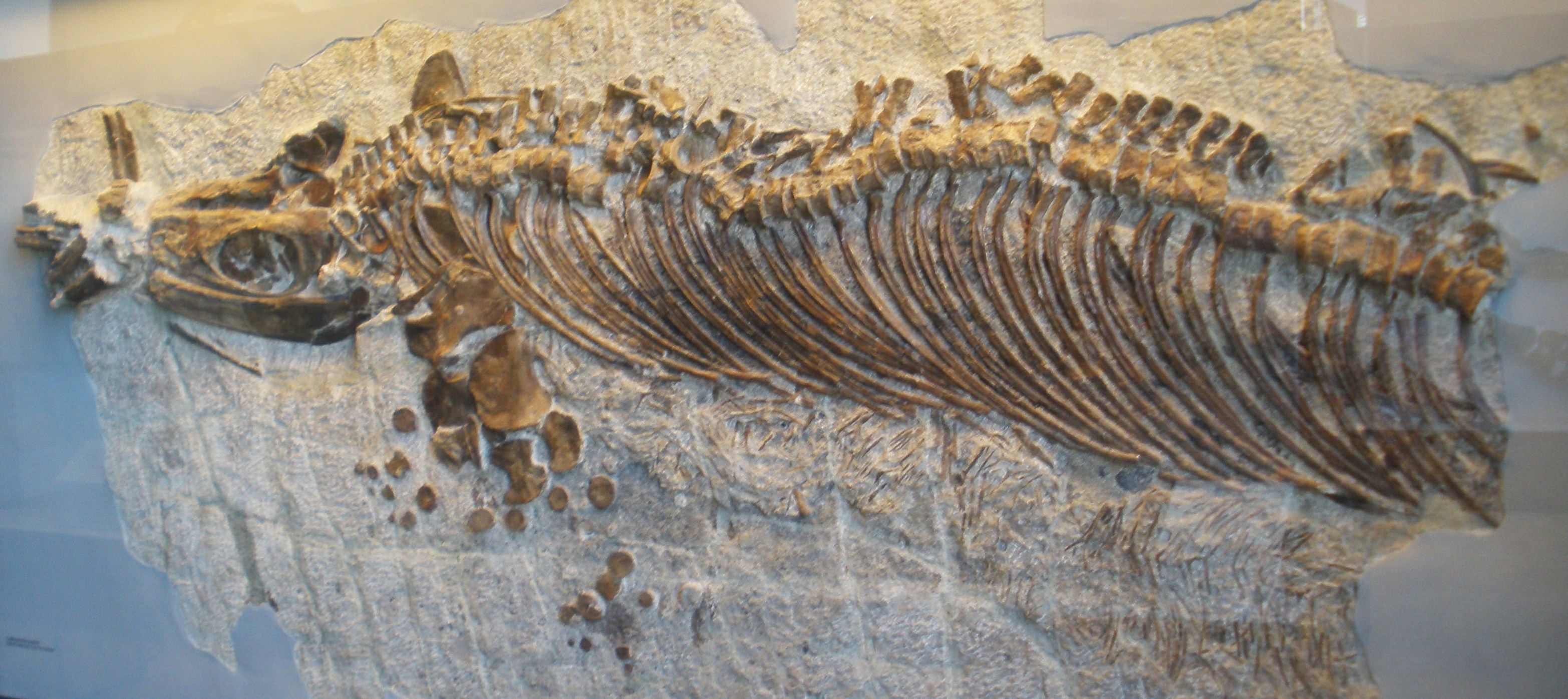
布氏杯椎魚龍的化石

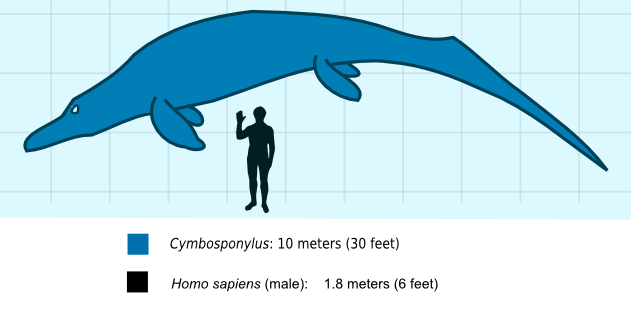
杯椎魚龍與人類的體型相比圖

杯椎魚龍的化石已在德國與內華達州發現，第一個種是由約瑟夫·萊迪（Joseph Leidy）在1868年所命名。直到20世紀初才發現第一個完整化石。據稱，早年曾有內華達州銀礦工人將杯椎魚龍化石當作木板使用，杯椎魚龍目前是內華達州的州化石。

## 敘述
儘管較為原始，杯椎魚龍是最長的魚龍類之一，化石顯示身長約6-10公尺。杯椎魚龍是最不像魚類的魚龍類之一，背部沒有背鰭，尾巴有長的下鰭。牠們擁有延長的口鼻部，類似其他魚龍類。
儘管杯椎魚龍的體型大，牠們無法威脅到同時代的其他海生爬行動物，例如幻龍。杯椎魚龍的頭部長約1公尺，頜部大，具有多排小型牙齒，無法咬住、固定住大型動物。杯椎魚龍的小型牙齒，可能用來咬住、固定小到中型獵物，例如：小型魚類、箭石、頭足類、菊石。杯椎魚龍的長尾部，適合用來游泳，可使杯椎魚龍以快速度衝進魚群捕食。
成年杯椎魚龍可能將許多時間潛水在深海捕食魚類，只有在生產、捕食特定食物來源時游泳到淺水地區。如同其他魚龍類，杯椎魚龍可能直接產下幼體，因為牠們的體型無法到海岸產蛋。在這種狀況下，可能只有少數個體可以生長到成年個體。
杯椎魚龍尾部為鰻魚狀，接近身長的一半，結構是比較原始的，牠們可能以原始的游泳方式前進。杯椎魚龍可能藉由擺動牠們的身體來前進，類似現代海蛇。杯椎魚龍的鰭狀肢可能當作在水中的穩定器，並減緩牠們的游泳速度。

## 大眾文化
杯椎魚龍出現於BBC的電視節目《海底霸王》（Sea Monsters）。牠們被描述成三疊紀海域的頂級掠食者。在節目中，奈吉爾·馬文與一隻杯椎魚龍正面交鋒，並以電擊槍將其驅趕走。
在BBC出版的《The Complete Guide to Prehistoric Life》，錯誤地將杯椎魚龍描述為最大型的魚龍類，實際上應該是薩斯特魚龍。

## 外部連結
- 杯椎魚龍基本介紹 （页面存档备份，存于）
- 杯椎魚龍 BBC的奈吉爾·馬文網站